# Slottsskogsteatern
Slottsskogsteatern var en friluftsteater i Göteborg. Den invigdes sommaren 1915 med det finska folklustspelet Timmerflottare och lades ned 1964 vilket gör den till Göteborgs mest långlivade friluftsteater. Fram till nedläggningen spelades 151 olika pjäser. Repertoaren bestod ofta av folklustspel, men även farser som till exempel Spanska flugan och Charleys tant. Gerda Thome-Matsson var teaterchef mellan åren 1915 och 1933, därefter följde i tur och ordning Lili Gunnarsson 1934–1951, Rickard Matsson 1951–1960, Ellen Bergman 1961–1962 och till sist Bernhard Nyström 1963–1964.
I dag finns inte någon permanent friluftsteater i Slottsskogen men det har framförts teater på flera olika platser i parken, bland annat vid Vattentornet, Observatoriet, Stora Dammen och i Azaleadalen.